# Parco della Favorita
Le Parco della Favorita dit Favorita (en français : Parc de la favorite), est le plus grand espace vert de la ville de Palerme, en Sicile.

## Histoire
Situé au pied du Monte Pellegrino, c'est le plus grand parc palermitain. Créé en 1799 par Ferdinand III, lorsque la révolution napolitaine, tirée par les troupes de Napoléon, le chassa de Naples (où il régnait sous le nom de Ferdinand IV). Il semble que le souverain voulait reproduire la beauté du Palais royal de Portici. Cependant, il n'a pas eu de scrupule quant à l'expropriation d'un certain nombre de propriétaires terriens, pour mener à bien son projet: un parc de 400 hectares qu'il a décidé de nommer Reale Tenuta della Favorita (Domaine Royal de la Favorite).
La Favorita était à la fois un parc où l'on peut profiter de la fraîcheur pendant les chaudes journées d'été, un endroit pour des expériences agricoles avec de grandes cultures d'agrumes, d'oliviers, de frênes, de noix et de sumacs, ainsi qu'une réserve de chasse. Le roi Ferdinand était un chasseur passionné, et à travers les sentiers du parc, il a chassé des faisans, perdrix, bécasses et lapins qui vivaient dans le sous-bois dense en chênes verts et mastics.

## Le Parc
Le parc est accessible à partir de la Piazza Leoni, et s'étend du pied du Monte Pellegrino au quartier Pallavicino. Deux longues avenues, nommées Hercule et Diana, traversent en parallèle le parc; à l'origine destinées à la marche, elles sont maintenant des artères très fréquentées, car elles relient la ville à la célèbre station balnéaire de Mondello. L'avenue d'Hercule se termine sur une fontaine du XIXe siècle dans le style néoclassique, avec une statue centrale du héros mythique, récemment restaurée. Les deux voies sont coupées perpendiculairement par l'avenue Pomona, dédiée à la déesse des fruits et des jardins. Dans le parc, Ferdinand fait construire son projet, conçu par Marvuglia, il y fait également construire une résidence : le curieux palais chinois, dans un style oriental. La construction adjacente, dans le même style, abrite aujourd'hui le Musée ethnographique G. Pitrè. Le parc abrite également Villa Niscemi, grande demeure riche en meubles anciens et œuvres d'art, l'Hippodrome du trot, le stade et d'autres installations sportives.
Actuellement, le parc Favorita fait partie de la Réserve naturelle du Monte Pellegrino, répartie sur 1020 hectares, mis en place par la Région Sicilienne en 1995 pour le maintien des activités traditionnelles agro-sylvo-pastorales, et géré par les Rangers d'Italie.